# Angelique Rockas

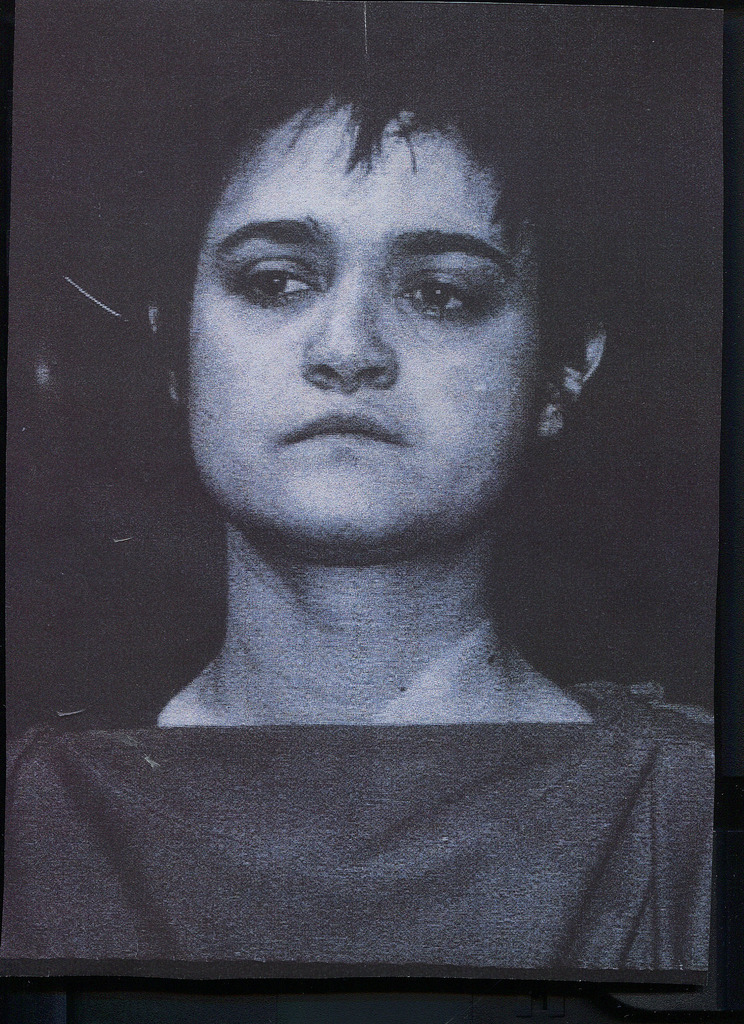
Angelique Rockas, Medea

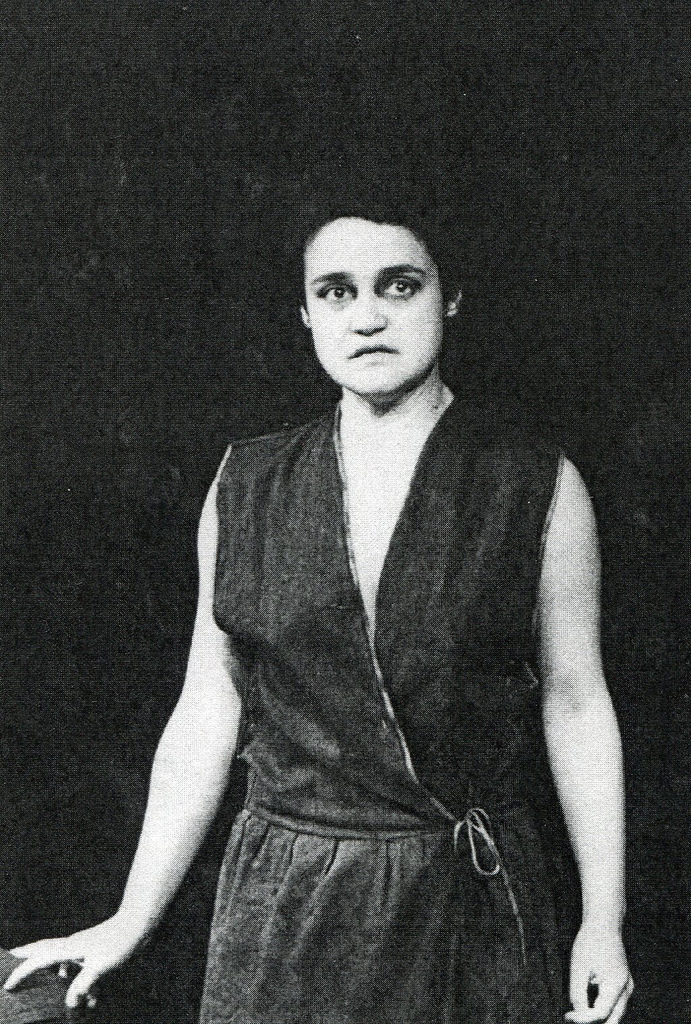
Angelique Rockas in Griselda Gambaro`s The Camp,Emma

Angelique Rockas (sinh ra ở Boksburg, Nam Phi) là một nữ diễn viên, nhà sản xuất và nhà hoạt động. Rockas thành lập Nhà hát Quốc tế tại Anh với người bảo trợ Athol Fugard. Nhà hát này có các dàn diễn viên đa chủng tộc trong các vở kịch cổ điển, phá vỡ các rào cản chủng tộc đã từng được chấp nhận như tiêu chuẩn cho các buổi biểu diễn sân khấu.

## Đầu đời
Rockas sinh ra và lớn lên ở Boksburg, Nam Phi với cha mẹ Hy Lạp đã di cư từ Hy Lạp với hy vọng tìm kiếm một cuộc sống tốt hơn. Cô có ba anh chị em, theo truyền thống Kitô giáo Chính thống, và được dạy để tôn vinh di sản văn hóa Hy Lạp của cô. Cô đã được giáo dục sớm tại Trường Công giáo dành cho nữ của St Dominic, Boksburg, và sau đó lấy bằng cử nhân danh dự về văn học Anh với chuyên ngành triết học tại Đại học Witwatersrand. Sau khi lấy được tấm bằng của mình, Rockas tiếp tục hoàn thành khóa học diễn xuất tại Trường Sân khấu của Đại học Cape Town dưới sự chỉ đạo của Robert Mohr.
Là một nhà hoạt động trẻ tuổi, Rockas đã xuất hiện trên trang nhất của Ngôi sao tháng 6 năm 1970 với một nhóm người ra mắt gây quỹ cho Trường Saheti, một trường học Hy Lạp nằm ở Germiston, Nam Phi. Cô cũng tham gia vào Lễ kỷ niệm thơ độc lập vào ngày 25 tháng 3 của Hy Lạp với George Bizos. Bizos đặt biệt danh cho cô là đứa trẻ khủng khiếp vì sự phản kháng của cô đối với hiện trạng, và trở thành hình mẫu của cô dẫn đến việc cô thành lập Nhà hát Quốc tế.
Các hoạt động của cô với tư cách là một nhà hoạt động chống phân biệt chủng tộc và nữ quyền ở Hồi giáo lúc đó kém phát triển và cực kỳ bảo thủ, Nam Phi cuối cùng đã thúc đẩy cô chuyển đến Vương quốc Anh. Khi cư trú tại Bắc Luân Đôn, cô làm việc cho Dramro Technis, một công ty nhà hát của người Hy Lạp, tập trung vào các vấn đề xã hội học ảnh hưởng đến người Síp Hy Lạp. Cô cũng là người tham gia quảng bá các vở bi kịch và hài kịch Hy Lạp cho khán giả London.

## Sự nghiệp diễn xuất
Tại Luân Đôn, Rockas bắt đầu hành động dưới sự chỉ đạo của George Eugeniou tại Dramro Technis  nơi cô tham gia vào các vở kịch cổ điển của Hy Lạp.
Rockas cũng đã đóng vai Io trong một sản phẩm của Prometheus Bound. Cô cũng biểu diễn dưới cái tên Angeliki trong các tác phẩm ngôn ngữ kép (tiếng Hy Lạp / tiếng Anh) dựa trên sự ngẫu hứng về các vấn đề gây xúc động cho cộng đồng Síp Hy Lạp và bi kịch về cuộc xâm lược đảo Síp của Thổ Nhĩ Kỳ, Attilas '74. Các vở kịch bao gồm của Dowry with Two White Doves, Afrodite Unbound, A Revolutionary Nicknamed Roosevelt, Ethnikos Aravonas. Năm 1982, cô đóng vai chính trong vở kịch sân khấu Medea  của Euripides, đạo diễn bởi George Eugeniou tại Dramro Technis (Cộng đồng Cypriot ở London).
Rockas đã đóng vai Lady Macbeth trong Macbeth của Shakespeare tại Tramshed  Woolwich.
Những màn trình diễn đáng chú ý bao gồm Emma trong Griselda Gambaro ` The Camp`, Miss Julie in August Strindberg`s` Miss Julie 

## Phim và truyền hình
Trên phim, Rockas đã xuất hiện trong các vai phụ: các phụ nữ giải khuây trong Outland của Peter Hyams, Henrietta trong The Witches của đạo diễn Nicolas Roeg, và như Nereida trong Oh Babylon! đạo diễn Costas Ferris.
Ở Hy Lạp, cô đã đóng vai chính, Ms Ortiki trong bộ phim truyền hình của Thodoros Maragos Emmones Idees  với Vangelis Mourikis trong vai Socratis.